# Bai Mudan

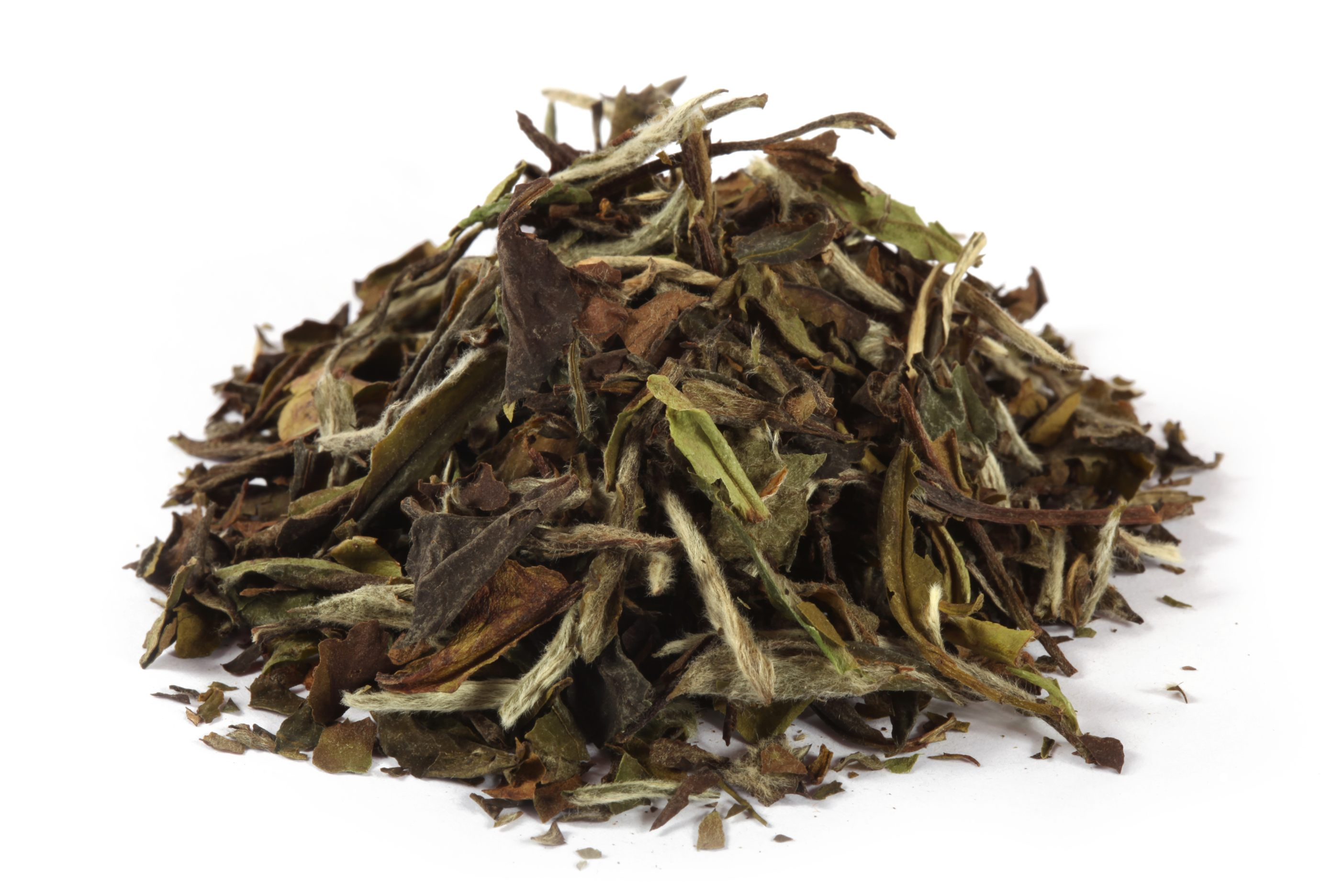
Bai Mudan

Bai Mudan oder Pai Mu Tan (Chinesisch: 白牡丹; wörtlich: Weiße Pfingstrose) ist ein weißer Tee aus handgepflückten Knospen mit je einem Blattspross und zwei jungen Blättern. Von Teetrinkern des weißen Tees wird Bai Mudan manchmal wegen seines volleren Geschmacks und seiner stärkeren Wirkung gegenüber Bai Hao Yinzhen, der anderen großen Art weißen Tees, bevorzugt, da dieser lediglich aus Blattsprossen hergestellt wird und dadurch vergleichsweise weicher und subtiler ist. Der typische Geschmack des Bai Mudan ist das Ergebnis der Verarbeitung und der Kultursorten der Teepflanze, die in der Produktion verwendet werden.

## Herstellung und Verarbeitung
Die Familie der Tee-Kultursorten, die verwendet werden, um Bai Mudan herzustellen, sind die „Dai Bai“-Sorten. Im östlichen Fujian wird die Sorte Fuding Dai Bai verwendet. Im nördlichen Fujian wird die Sorte Zhenghe Dai Bai verwendet. Die Unterschiede in der Pflanze ergeben zwei verschiedene Arten des Bai Mudan: die Fuding-Sorte und die Zhenghe-Sorte.
Der echte Bai Mudan ist ein weißer Tee, daher ein leicht oxidierter Tee. Die Knospen werden längere Zeit in der Sonne getrocknet und danach kurz für die Oxidation, bei der Enzyme der Teeblätter mit anderen Bestandteilen in Wechselwirkung treten, gestapelt, um neue Substanzen zu bilden, die zu dem endgültigen Geschmack und aromatischen Charakter des Tees führen. Je nach Wetterlage, dem Zustand der Knospe und den Anforderungen des Geschmacksstils für das Endprodukt, kann das Sonnen zwischen einem Tag und drei Tagen und das Aufschichten zwischen einer halben Stunde und drei Stunden dauern.
Die Blätter werden anschließend gebacken, damit sie für die Verpackung trocken sind. Während des gesamten Verarbeitungsprozesses wird darauf geachtet, dass die Handhabung der Blätter sanft und nicht-intrusiv ist, um das Brechen der Zellstruktur zu vermeiden. Werden die Zellwände physikalisch gebrochen, beschleunigt sich die Oxidation der Blätter und die Qualität wird beeinträchtigt.
Obwohl die Verarbeitungsschritte einfacher sind als die anderer Tees, führen der lange Herstellungsprozess und variable Faktoren zu Kostenfaktoren, die zu einem höheren Verkaufspreis führen. Beispielsweise kann ein plötzlicher Regenschauer während des langen Ausdörrens zerstörerisch für den Tee sein.

## Aufbrühen und Geschmack
Sobald der Tee aufgebrüht wird, entsteht ein mildes Pfingstrosenaroma beziehungsweise ein blumiges Aroma. Pro Tasse wird ein gehäufter Teelöffel verwendet. Der Tee wird mit nicht mehr kochendem Wasser bei 70 °C bis 80 °C aufgebrüht, damit er seine volle Wirkung entfalten kann, und 2 bis 5 Minuten ziehen gelassen. Weißer Tee wird nicht bitter, auch bei mehrmaligem Aufgießen, sodass sich mit jedem Aufguss unterschiedliche Geschmacksaromen entfalten. Der zweite Aufguss sollte rund 8 Minuten betragen, der dritte bis zu 15 Minuten. Um geschmackliche Nachteile bei weißem Tee zu vermeiden, sollte gefiltertes Wasser beziehungsweise Quellwasser oder stilles Mineralwasser verwendet werden.
Im Aufguss weisen gute weiße Tees eine klare, helle Tassenfarbe mit einem duftig, blumigen Geschmack auf. Bai Mu Dan hat eine hellgelbe bis sonnengelbe Aufgussfarbe. Der Geschmack ist vollmundig und je nach Qualität blumig, bunt bis hin zu kräftig und leicht bitter. Wegen seines leichten, frischen Charakters wird Bai Mudan im Sommer auch als Kaltwassertee genossen.

## Varianten
- Gushan Baiyun, auch als Drum Mountain White Cloud (Trommelberg, weiße Wolke) bekannt, ist eine gute Qualität des Bai Mudan, ursprünglich von buddhistischen Mönchen im Kloster des Trommelbergs in der Provinz Fujian angebaut. Der Tee hat ein nussiges Aroma und wurde offenbar von Robert Fortune auf seiner Reise nach China gekostet.